# 3
- Wikisource

| Calendário gregoriano                                                        | 3 III           |
| Ab urbe condita                                                              | 756             |
| Calendário arménio                                                           | -549 – -548     |
| Calendário bahá'í                                                            | -1841 – -1840   |
| Calendário budista                                                           | 547             |
| Calendário chinês                                                            | 2699 – 2700     |
| Calendário copta                                                             | -281 – -280     |
| Calendário etíope                                                            | -5 – -4         |
| Calendários hindus - Vikram Samvat - Calendário nacional indiano - Cáli Iuga | 58 – 59 N/A     |
| Calendário Holoceno                                                          | 10003           |
| Calendário islâmico                                                          | 638 BH – 637 BH |
| Calendário judaico                                                           | 3763 – 3764     |
| Calendário persa                                                             | 619 BP – 618 BP |
| Calendário rúnico                                                            | 253             |
| Calendário solar tailandês                                                   | 546             |

3 (III, na numeração romana) foi um ano comum do século I que começou numa segunda-feira, segundo o calendário juliano.  Segundo o horóscopo chinês, foi o ano do Porco.
| Ano completo                        |
| ----------------------------------- |
| Ano comum com início à quarta-feira |

## Eventos

### China
- Wang Mang frustra um plano de seu filho, Wang Yu, seu cunhado, Lu Kuan, e o clã Wei para expulsá-lo da posição de regente. Wang Yu e Lu Kuan são mortos no expurgo que se segue.[1]

## Nascimentos
- Ban Biao, historiador e oficial Chinês (m. 54)
- Geng Yan, general chinês da dinastia Han (m. 58)
- Tibério Cláudio Balbilo, político e astrólogo romano (m. 79)